# Квама (язык)
Квама (Kwama, другие названия: афан мао (Afan Mao), амам (Amam), гогвама (Gogwama), Гома (Goma), Гвама (Gwama), асосанский кома (Koma of Asosa), ноканока (Nokanoka), северный кома (North Koma), тва квама (T’wa Kwama), таквама (Takwama)) — нило-сахарский команский язык, распространённый на юге региона Бенишангуль-Гумуз в Эфиопии вдоль границы с Суданом между Асоса и Гидами.
Язык находится на грани исчезновения, на нём разговаривает лишь 319 человек (на 2007).
Алфавит на латинской основе: A a, B b, D d, E e, G g, H h, I i, Ɨ ɨ, K k, Kk kk, L l, M m, N n, ŋ, O o, P p, Pp pp, R r, S s, Sh sh, Ss ss, T t, Tt tt, U u, Ʉ ʉ, W w, Y y, Z z.